# Abigail Spencer
Abigail Spencer (n. 4 august 1981, Gulf Breeze⁠(d), Florida, SUA) este o actriță americană. A debutat interpretând-o pe Rebecca Tyree în telenovela ABC Daytime Destine secrete, înainte de a juca în serialul dramatic polițist Angela's Eyes. Din 2016 până în 2018, Spencer a jucat în rolul profesoarei de istorie Lucy Preston în serialul științifico-fantastic NBC Timeless. Spencer a apărut în numeroase filme, cum ar fi In My Sleep (2010), Văcari & Extratereștri (2011), This Means War (2012), Chasing Mavericks (2012), The Haunting in Connecticut 2: Ghosts of Georgia (2013), Grozavul și puternicul Oz (2013) sau This Is Where I Leave You (2014).

## Filmografie

### Film
| An   | Titlu                                                                         | Rol             | Note                                                                     |
| ---- | ----------------------------------------------------------------------------- | --------------- | ------------------------------------------------------------------------ |
| 2001 | Campfire Stories                                                              | Melissa         |                                                                          |
| 2003 | Graduation Night                                                              | Skye            |                                                                          |
| 2005 | Fathers and Sons (Ocevi i deca; Tați și fii)                                  | Clarissa        |                                                                          |
| 2005 | A Coat of Snow                                                                | Sandy           |                                                                          |
| 2006 | Hooked                                                                        | Wendy           | Scurtmetraj                                                              |
| 2007 | Passing the Time                                                              | Jessica         | Scurtmetraj                                                              |
| 2007 | Jekyll                                                                        | Talia Carew     |                                                                          |
| 2010 | In My Sleep                                                                   | Gwen            |                                                                          |
| 2011 | Cowboys & Aliens                                                              | Alice           |                                                                          |
| 2012 | This Means War (Să fie război!)                                               | Katie           |                                                                          |
| 2012 | Chasing Mavericks (Valul perfect)                                             | Brenda Hesson   |                                                                          |
| 2013 | The Haunting in Connecticut 2: Ghosts of Georgia (Misterele Casei Bântuite 2) | Lisa Wyrick     |                                                                          |
| 2013 | Oz the Great and Powerful (Grozavul și puternicul Oz)                         | May             |                                                                          |
| 2013 | Kilimanjaro                                                                   | Yvonne          |                                                                          |
| 2013 | Here and Now                                                                  | Woman           | Scurtmetraj                                                              |
| 2014 | A Beautiful Now                                                               | Romy            | Nominalizare – Madrid International Film Festival Award for Best Actress |
| 2014 | This Is Where I Leave You (O săptămână nebună)                                | Quinn Altman    |                                                                          |
| 2014 | The Pieces                                                                    | Vanessa         | Scurtmetraj                                                              |
| 2014 | The Forger                                                                    | Agent Paisley   |                                                                          |
| 2015 | H8RZ                                                                          | Laura Sedgewick |                                                                          |
| 2016 | The Sweet Life                                                                | Lolita          |                                                                          |
| 2017 | The Heyday of the Insensitive Bastards                                        | Abigail         |                                                                          |

### Televiziune
| An          | Titlu                                                        | Rol                             | Note |
| ----------- | ------------------------------------------------------------ | ------------------------------- | --- |
| 1999–2001   | All My Children (Destine secrete)                            | Rebecca 'Becca' Tyree           | A câștigat: Soap Opera Digest Award for Outstanding Female Newcomer (2000) |
| 2005        | CSI: Crime Scene Investigation (CSI – Crime și Investigații) | Becky Lester                    | Episodul: "Bite Me" |
| 2005        | Introducing Lennie Rose                                      | Lennie Rose                     | Pilot |
| 2006        | Killer Instinct                                              | Violet Summers                  | Episodul: "Love Hurts" |
| 2006        | Gilmore Girls (Fetele Gilmore)                               | Megan                           | Episodul: "Bridesmaids Revisited" |
| 2006        | Angela's Eyes                                                | Angela Henson                   | Rol principal (13 episoade) |
| 2007        | Ghost Whisperer (Mesaje de dincolo)                          | Cindy Brown                     | Episodul: "Speed Demon" |
| 2007 & 2014 | How I Met Your Mother (Cum am cunoscut-o pe mama voastră)    | Blah Blah (Carol)               | Episoadele: "How I Met Everyone Else" și "Gary Blauman" |
| 2008        | Welcome to the Captain                                       | Claire Tanner                   | Episodul: "The Letter" |
| 2008        | Bones (Cititorii de oase)                                    | Phillipa Fitz                   | Episodul: "The Man in the Mud" |
| 2008        | Moonlight (La lumina lunii)                                  | Simone Walker                   | Episodul: "Sonata" |
| 2009        | Rex Is Not Your Lawyer                                       | Lindsey Steers                  | Pilot |
| 2009        | Private Practice (Medici în Santa Monica)                    | Rachel                          | Episodul: "Ex-Life" |
| 2009        | Mad Men                                                      | Suzanne Farrell                 | Rol recurent; 6 episoade |
| 2009        | Castle                                                       | Sarah Reed                      | Episodul: "One Man's Treasure" |
| 2010        | The Glades (Soare, palmieri și crime)                        | Ashley Carter                   | Episodul: "The Girlfriend Experience" |
| 2010        | Hawthorne                                                    | Dr. Erin Jameson                | Rol recurent; 8 episoade |
| 2011–2019   | Suits                                                        | Dana 'Scottie' Scott            | Rol recurent; 15 episoade |
| 2012–2013   | Burning Love                                                 | Annie                           | Rol recurent; 28 episoade |
| 2013        | NTSF:SD:SUV                                                  | Abigail                         | Episodul: "Comic Con-Air" |
| 2013–2016   | Rectify                                                      | Amantha Holden                  | Rol principal Nominalizare: Critics' Choice Television Award for Best Supporting Actress in a Drama Series (2013) Satellite Award for Best Actress – Television Series Drama (2014) |
| 2015        | True Detective (Detectivii din California)                   | Gena Brune                      | Rol recurent; 6 episoade |
| 2016        | Comedy Bang! Bang!                                           | Vanna                           | Episodul: "Zach Galifianakis Wears Rolled Khakis and Shoes With Brown Laces" |
| 2016–2018   | Timeless (Dincolo de timp)                                   | Lucy Preston                    | Rol principal Nominalizare: Teen Choice Award for Choice TV Actress Fantasy/Sci-Fi (2017)                                                                                           |
| 2017        | The Late Late Show with James Corden                         | Kellyanne Conway                | 1 episod |
| 2017 & 2019 | Grey's Anatomy (Anatomia lui Grey)                           | Megan Hunt                      | Rol recurent; 6 episoade |
| 2019        | Wayne                                                        | Donna Lucetti                   | Episodul: "Del" |
| 2019        | Reprisal                                                     | Katherine Harlow / Doris Dearie | Rol principal |
| 2021        | Rebel                                                        | Misha                           | Rol recurent |